# Hawe Schneider
Hawe Schneider (* 25. April 1930 in Leipzig als Hans-Wolf Schneider; † 17. Juli 2011 in Lenzkirch) war ein deutscher Jazzmusiker (Posaune, Gesang) und Jazzpublizist. Er zählte in den 1950er und 1960er Jahren zu den wichtigsten Bandleadern des deutschen Hot Jazz.

## Leben und Wirken
Schneider musizierte anfangs auf dem Akkordeon und der Geige; er gründete ein Swing-Ensemble, mit dem er bei einem Musikwettbewerb in Leipzig Erster wurde. 1950 wechselte er auf die Posaune. Im Folgejahr gründete Schneider die Feetwarmers, aus denen bald die Spree City Stompers wurden. Mit ihnen spielte er bis 1952 in der Kajüte, einem Kellerlokal eines vollkommen zur Ruine gewordenen Miethauses auf der Hinterseite des Rathauses Schöneberg. Am 14. Oktober 1954 wurden "Who Is Sorry Now" und "Miss Annabelle Lee" für die Schallplattenfirma Columbia (DW5349, CR 1301, 1302.) aufgenommen. Nach der Schließung der Kajüte zog Schneider mit der Band 1953 in das Lokal Eierschale, das er bis 1968 betrieb. Die Eierschale war neben der Badewanne eines der populärsten Berliner Musiklokale der damaligen Zeit; internationale Stars wie Louis Armstrong, Ella Fitzgerald, Duke Ellington und Kid Ory traten dort auf. Zwischenzeitlich tourte Schneider 1956 mit Wild Bill Davison und den Dixieland All Stars (zu denen auch Werner Rehm, Horst Mutterer, Dieter Süverkrüp, Heino Ribbert und Thomas Keck gehörten) durch Deutschland. Ab 1957 trat er im Musikprogramm deutscher Spielfilme mit Bibi Johns, Peter Alexander und Horst Frank auf sowie auch in zahlreichen Fernsehshows.
Im Jahr 1961 konnte sich Hawe Schneider und seine Spree City Stompers in der deutschen Hitparade platzieren: Mit der Dixieland-Version von Walter Kollos Ballade vom Massenmörder Fritz Haarmann, Warte, warte nur ein Weilchen, erreichten sie als höchste Position Platz 10 und hielten sich insgesamt 20 Wochen in den deutschen Single-Charts. Auch sein Titel Brigitte Bardot kam kurz darauf bis auf Platz 12 der deutschen Charts. Mit seiner Band war er auf Tourneen durch Westeuropa, Polen und Jugoslawien und 1966 auch durch Afrika. Für längere Zeit gab er die Zeitschrift Berlin-Jazz heraus und war als Jazzexperte freier Mitarbeiter bei mehreren Zeitungen, Fachzeitschriften und Rundfunkanstalten.
Aus persönlichen Gründen verließ er 1968 Berlin und löste seine Band auf. Die nächsten Jahre arbeitete er als Direktor des Automuseums in Nettelstedt und war Organisator sowie Teilnehmer von Oldtimer-Rallyes in Deutschland, Frankreich, Großbritannien, Schweden und Italien. 1971 zog er nach Lenzkirch im Schwarzwald, wo er Mitarbeiter der Badischen Zeitung wurde und die Band Evergreen Juniors gründete. 1981 wurde er zum New Orleans Jazz & Heritage Festival in die USA eingeladen, wo er u. a. mit Benny Waters und Preston Jackson auftrat. Später ging er mit Hawes Jazzband in Deutschland auf Tournee. 2001 folgten Aufnahmen mit Lutz Eikelmann. Auf dem Jazzfestival Oslo trat er 2003 mit Herb Geller auf; im gleichen Jahr spielte er auch mit Martin Breinschmid und Frank Roberscheuten. Seinen letzten Auftritt hatte er im Jahr 2007 mit der Black Forest Jazz Band. Hans-Wolf Schneider verstarb im Juli 2011 im Alter von 81 Jahren in Lenzkirch.

## Werke

### Diskografische Hinweise
- Die deutsche Jazzlegende Hawe Schneider Vol. 1 (1961, 2001)
- 7" vinyl. Hawe Schneider & his Spree City Stompers – Alabama Jubilee / Bonaparte's Retreat. (vogue 45-858)1960's(?)

### Buchveröffentlichungen
- … und abends Swing: ein Buch voll Jazz, nicht nur für Fans Hinterzarten; ISBN 3-924838-03-8.

## Lexikalische Einträge
- Jürgen Wölfer: Jazz in Deutschland. Das Lexikon. Alle Musiker und Plattenfirmen von 1920 bis heute. Hannibal, Höfen 2008, ISBN 978-3-85445-274-4.